# HD 132146
HD 132146，又名BD+16 2715，SAO 101299、HR 5575，是一颗恒星，视星等为5.71，位于銀經19.22，銀緯59，其B1900.0坐标为赤經14h 52m 31.8s，赤緯+16° 59′ 27″。